# Mensjewiek

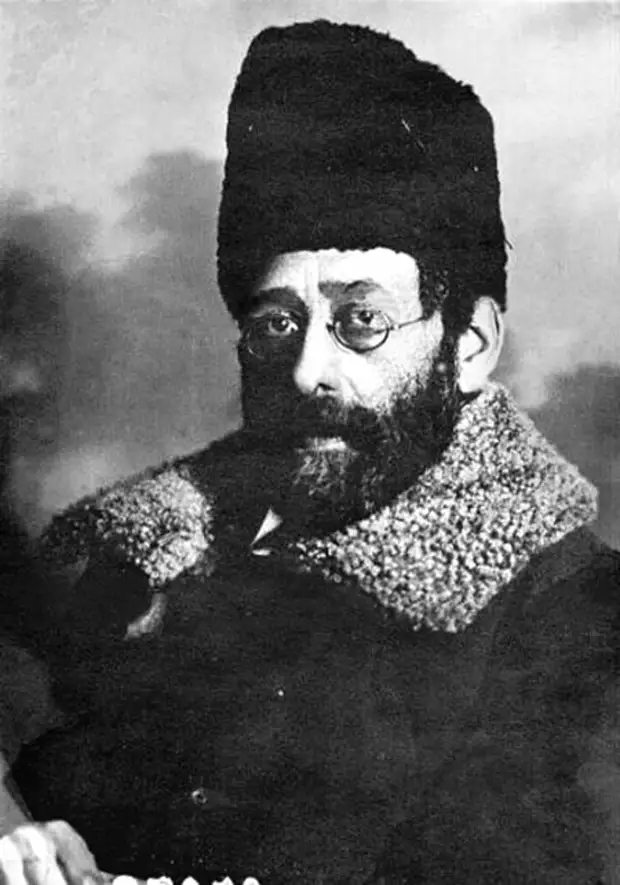
Julius Martov, leider van de mensjewieken en rechtstreekse tegenstrever van Lenin in de periode voorafgaand aan de bolsjewistische Oktoberrevolutie van 1917, waarbij de mensjewieken uiteindelijk aan het kortste eind trokken.

De mensjewieken (Russisch: меньшевики; mensjeviki) waren een onderdeel van de Russische revolutionaire beweging die in 1903 ontstond na een geschil tussen Vladimir Lenin en Julius Martov, die beiden lid waren van de Russische Sociaaldemocratische Arbeiderspartij. Hun stroming werd het mensjewisme genoemd.
Sinds haar ontstaan in 1898 was de Arbeiderspartij verboden in Rusland en ze ontplooide haar activiteiten daarom ook vanuit het buitenland. Op het tweede partijcongres in 1903 ontstond een meningsverschil. Een minderheid - de mensjewieken (mensje = minder) - wilde tijdelijk blijven samenwerken met de liberale en sociale groepen om hervormingen in gang te zetten. De bolsjewieken (bolsje = meer) wilden het staatsapparaat door revolutie ondermijnen en zo nodig afzetten. Terwijl beide fracties geloofden dat een revolutie tegen de bourgeoisie noodzakelijk was, waren de mensjewieken gematigder en stonden ze positiever tegenover de liberale oppositie die meer wijdverspreide aanhang had en democratisch gericht was. De bolsjewieken hadden een meer onverzoenlijke opstelling tegen de bourgeoisie en de liberale democratie en zagen democratische samenwerking met andere partijen als ongewenst.
Julius Martov was de leider van de mensjewieken, Lenin die van de bolsjewieken. Na de Februarirevolutie leidden de mensjewieken de Voorlopige Regering van Aleksandr Kerenski. Naarmate het jaar 1917 vorderde ontplooiden zij een alsmaar repressievere houding tegenover de bolsjewieken. Na een mislukte opstand van 3 tot 7 juli (de Julidagen) moesten veel bolsjewistische leiders onderduiken, onder wie Lenin. Anderen werden gevangengezet, zoals Leon Trotski, die in de Petrus- en Paulusvesting werd opgesloten. In de loop van de maand augustus organiseerde generaal Kornilov een couppoging tegen de Voorlopige Regering, die alleen maar kon worden afgewenteld met de hulp van de bolsjewieken. Dit dwong de mensjewieken om de bolsjewistische leiders uit de gevangenis te bevrijden. 
De onmacht van de Voorlopige Regering om de Eerste Wereldoorlog te beëindigen maakte dat de mensjewieken hun invloed verloren ten gunste van de bolsjewieken.
Enkele belangrijke mensjewieken waren Julius Martov, Pavel Axelrod, George Valentinovitsj Plechanov, Irakli Tsereteli, Lev Deich, Vladimir Antonov-Ovseenko, Moisei Uritski, Noë Zjordania en Fedor Dan.